# Neil Bush

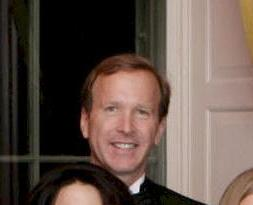
Neil Bush (2013)

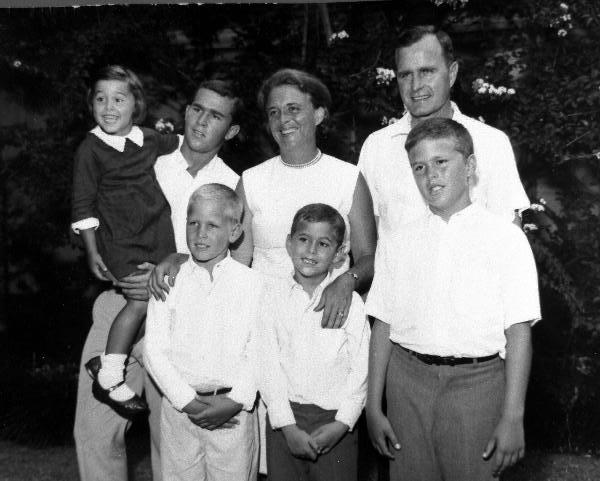
Neil Bush (vorne links) mit seinen Eltern und Geschwistern in den 1960er Jahren

Neil Mallon Bush (* 22. Januar 1955 in Midland, Texas) ist ein US-amerikanischer Geschäftsmann. Er ist ein Sohn des vormaligen US-Präsidenten George H. W. Bush und Barbara Bush. Seine Geschwister sind der ehemalige Präsident George W. Bush, Jeb Bush, ehemaliger Gouverneur von Florida, sowie Robin, Marvin und Dorothy Bush. Neil Bush erhielt seinen Vornamen nach Henry Neil Mallon, einem guten Freund der Familie, der als Präsident von Dresser Industries (heute Halliburton) Arbeitgeber von George H. W. Bush war.

## Karriere, Unternehmenspleiten, Positionen
Ende der 1980er und Anfang der 1990er Jahre war Neil Bush in die Savings-and-Loan-Skandale verwickelt. Der Zusammenbruch der Bank Silverado Savings and Loan, in deren Aufsichtsrat er Mitglied war, kostete den amerikanischen Steuerzahler 1,3 Milliarden US-Dollar. In einem Prozess über diesen Bankrott wurde Neil Bush zu einer Geldstrafe von 50.000 US-Dollar verurteilt, und es wurde ihm lebenslang untersagt, im Bankgeschäft tätig zu sein. Danach gründete er zusammen mit Louis Marx das Unternehmen Apex Energy. Bush investierte 3000 Dollar, Marx 100.000 Dollar. Das Unternehmen ging pleite und der Abgeordnete aus Denver, Pat Schroeder, forderte eine Untersuchung.
Daniel Neils, ein Freund der Familie Bush, stellte Neil Bush nach dem Bankskandal und der Pleite seines Unternehmens bei TransMedia ein, nachdem Neil sich gegen eine Regulierung in der Kabelbranche bei seinem Vater eingesetzt hatte.
Die Tatsache, dass er einer der Vorsitzenden von Crest Investment ist – einer Firma, die nach dem Amtsantritt von George W. Bush überraschend den Zuschlag bekam, in Texas Flüssiggas zu verarbeiten – führte zu Vorwürfen der Vetternwirtschaft. Seit August 2002 ist Neil Bush als Berater für die Firma Grace Semiconductor tätig, wobei sowohl das Aktienpaket im Wert von zwei Millionen US-Dollar, das er zum Einstieg erhielt, für Aufsehen sorgte, wie auch die Tatsache, dass der ehemalige chinesische Präsident Jiang Zemin einer der wesentlichen Teilhaber dieser Firma ist. Bush leitet die George H. W. Bush Foundation for U.S.-China Relations, die mit der Gesellschaft des Chinesischen Volkes für Freundschaft mit dem Ausland zusammenarbeitet, einer zentralen Einheitsfront-Organisation der Kommunistischen Partei Chinas (KPCh). Im Sommer 2019, als in Hongkong Tausende gegen ein geplantes Gesetz demonstrierten, das die Möglichkeit der Auslieferungen von Häftlingen an die Volksrepublik China vorsah, was neben anderen Regierungen auch die der USA-Administration besorgt reagieren ließ, meinte Neil Bush, die Vereinigten Staaten sollten sich nicht in die inneren Angelegenheiten Chinas einmischen, die KPCh-Führung sorge sich um das Wohlergehen des Volkes und eine Demokratie nach amerikanischem Muster sei für China nicht geeignet.
Bush ist Geschäftsführer von Ignite!, einer Lernsoftware-Firma, die er 1999 mit anderen gründete. Die Investoren waren die Familie Bush mit 500.000 Dollar, Winston Wong von Grace Semiconductor, Hushang Ansary, der ehemalige iranische Botschafter in den Vereinigten Staaten, Paul Desmarais und Mohammed al-Sabah von der kuwaitischen Firma Ultra Horizon Company.
Neil Bush und seine ehemalige Frau Sharon Smith, deren Ehe 2003 geschieden wurde, haben drei Kinder, unter anderem das Model Lauren Bush. Am 6. März 2004 heiratete Neil Bush Maria Andrews.